# Vacaville
Vacaville – miasto w Stanach Zjednoczonych, w stanie Kalifornia, w hrabstwie Solano. Według spisu ludności przeprowadzonego przez United States Census Bureau w roku 2010, w Vacaville mieszkało 92 428 osób.